# 울리히 린스
울리히 린스(독일어: Ulrich Lins, 1943~)는 독일의 역사가이자 에스페란티스토이다.

## 생애
1934년 8월 4일 본에서 태어났다. 쾰른 대학교와 본 대학교에서 역사학, 정치학 및 일본학을 공부하였고, 1971년~1972년에는 도쿄 대학에서 유학하였다. 박사 학위 논문은 오모토 종교의 역사에 대하여 기술하였다.
에스페란토를 1958년에 배웠고, 에스페란토 관련 조직에서 다음과 같은 활동을 하였다.
- 1964년~1969년: 세계 에스페란토 청년 조직 회장
- 1967년~1969년: 세계 에스페란토 협회에서의 세계 에스페란토 청년 조직 대표
- 1989년~1995년: 세계 에스페란토 협회 부회장

## 저서
주요 저서는 다음과 같다.
- Lins, Ulrich (1990). 《La danĝera lingvo》 (에스페란토). 모스크바: Progreso.
  - 한국어역: 린스, 울리히 (2013년 10월 20일). 《위험한 언어》. 번역 최만원. 서울: 갈무리. 628쪽.
  - 이 밖에도, 일본어, 독일어, 이탈리아어, 러시아어, 리투아니아어로 번역되었다.
- 《Utila estas aliĝo: Tra la unua jarcento de UEA》 (에스페란토). 로테르담: Universala Esperanto-Asocio. 2008.
- Lapenna, Ivo; Ulrich Lins, Tazio Carlevaro (1974). 《Esperanto en perspektivo》 (에스페란토). Universala Esperanto-Asocio. 845쪽.
- 《Die Ômoto-Bewegung und der radikale Nationalismus in Japan》 (독일어). 쾰른 대학교 박사 학위 논문. München/Wien: Oldenbourg. 1976. 300쪽. ISBN 3-486-44451-4.
- Lins, Ulrich; Arnulf Baring, Manfred Görtemaker, Masamori Sase (1977). 《Zwei zaghafte Riesen? Deutschland und Japan seit 1945》 (독일어). Stuttgart/Zürich: Belser. 698쪽. ISBN 3-7630-1181-1.
- Lins, Ulrich; Detlev Blanke (2010). 《La arto labori kune: Festlibro por Humphrey Tonkin》 (에스페란토). 로테르담: Universala Esperanto-Asocio. 901쪽. ISBN 978-92-9017-113-3.